# Wichrów (województwo dolnośląskie)
Wichrów – wieś w Polsce położona w województwie dolnośląskim, w powiecie średzkim, w gminie Kostomłoty.

## Podział administracyjny
W latach 1975–1998 miejscowość należała administracyjnie do województwa wrocławskiego.

## II wojna światowa
W styczniu 1945 we wsi zatrzymała się kolumna więźniów w trakcie Marszu śmierci Fünfteichen - Gross Rosen. Niemieccy strażnicy zamordowali tu 120 więźniów.

## Zabytki
Do wojewódzkiego rejestru zabytków wpisany jest:
- kościół filialny pw. Narodzenia Najświętszej Marii Panny z 1775 roku, przebudowywany w 1850 roku